# Odder Cykel Klub
Odder Cykel Klub er en dansk cykelklub, der er hjemmehørende i Odder. Den blev grundlagt 25. september 1972.
I 1989 var klubben arrangør af Danmarksmesterskaberne i landevejscykling, hvor 15-20.000 tilskuere overværede løbene. I 1997 var Odder CK arrangør af de nordiske mesterskaber.
Klubben fik i 1999 sit eget UCI-hold med navnet Team Kvickly Odder - Tuborg Sport. På daværende tidspunkt kørte det i cykelsportens 3. division. I 2020 var det et talent og DCU-hold, og hed Team OK Kvickly Odder. Klubbens U19-talentteam kører under navnet Team Vifra Kvickly Odder.
Odder Cykel Klub har siden 2003 arrangeret etapeløbet Tour de Himmelfart.

## Team Kvickly Odder Junior

### Truppen 2025
| Trup 2025                | Trup 2025          | Trup 2025                       | Trup 2025 |
| Rytter                   | Fødselsdag         | Seneste hold                    |           |
| ------------------------ | ------------------ | ------------------------------- | --------- |
| Tobias Gren              | 21. juli 2008      | Aalborg Mountainbikeklub (2024) |           |
| Casper Johannsen         | 10. januar 2008    | Silkeborg IF Cykling (2024)     |           |
| Villads Skovgaard        | 11. juli 2007      | Cykle Klubben Aarhus (2023)     |           |
| Angus Halle              | 11. september 2007 | Odder Cykel Klub (2023)         |           |
| Emil Piltoft Christensen | 15. september 2008 | Odder Cykel Klub (2024)         |           |
| Mathias Post             | 22. november 2007  | Odder Cykel Klub (2023)         |           |
| Albert Hansgaard Jensen  | 26. august 2007    | Cykling Odense (2023)           |           |
| Mikkel Weigelt           | 5. november 2007   | Odder Cykel Klub (2023)         |           |
| Tobias Færch             | 6. november 2007   | Cykling Odense (2023)           |           |
|                          |                    |                                 |           |
| Kilde: ProCyclingStats   |                    |                                 |           |

## Kendte medlemmer
- Kasper Asgreen
- Michelle Lauge Quaade
- Tayeb Braikia
- Julie Leth
- Mads Christensen
- Peter Meinert
- Klaus Kynde
- Christian Moberg
- John Niklasson
- Alex Pedersen
- Annika Langvad
- Jonas Vingegaard (2014–2016)
- André Steensen[3][4]